# Minoterie Lambotte
La minoterie Lambotte est une usine désaffectée située dans la commune d'Aumale, en France.

## Localisation
L'édifice est situé à Aumale, commune du département français de la Seine-Maritime, 2 rue Saint-Lazare, sur la Bresle ou au 12 rue Saint-Lazare.

## Historique
Une minoterie est installée en 1850 à l'emplacement d'un moulin au Roy détruit en 1848. L'usine est achetée par Henri Lambotte en 1898 qui la dote d'une turbine.
L'usine ferme ses portes en 1970.
L'édifice est classé au titre des monuments historiques le 4 octobre 2004.

## Description
L'édifice est construit en briques et armature métallique. Il conserve les bâtiments, machines et équipements. L'usine était organisée en trois ateliers.